# Angiari
Angiari ist eine nordostitalienische Gemeinde (comune) mit 2513 Einwohnern (Stand 31. Dezember 2023) in der Provinz Verona in Venetien. Die Gemeinde liegt etwa 33,5 Kilometer südwestlich von Verona am Etsch.

## Geschichte
932 wird erstmals das Castrum Anglareii genannt.

## Verkehr
Südlich der Gemeinde liegt die frühere Strada Statale 10 Padana Inferiore (heute eine Regionalstraße), die von Turin nach Monselice führt. Westlich der Gemeinde führt die Strada Statale 434 Transpolesana von Verona nach Rovigo.